# Liste der Monuments historiques in Griscourt
Die Liste der Monuments historiques in Griscourt führt die Monuments historiques in der französischen Gemeinde Griscourt auf.

## Liste der Objekte
| Bezeichnung | Beschreibung                                     | Standort                       | Kennzeichnung | Schutzstatus | Datum | Bild |
| ----------- | ------------------------------------------------ | ------------------------------ | ------------- | ------------ | ----- | ---- |
| Pietà       | Stein, farbig gefasst, Ende des 15. Jahrhunderts | in der Kirche St-Martin (Lage) | PM54000289    | Classé       | 1972  |      |